# 알렉산다르 드라고비치
알렉산다르 드라고비치(세르비아어: Aleksandar Dragović, 1991년 3월 6일 ~)는 레드 스타 베오그라드에서 뛰는 오스트리아의 축구 선수이다.

## 같이 보기
- A매치 100경기 이상 출전한 축구 선수 명단